# Vejrumbro
Vejrumbro is een plaats in de Deense regio Midden-Jutland, gemeente Viborg. De plaats telt 374 inwoners (2008).